# Sito Pons

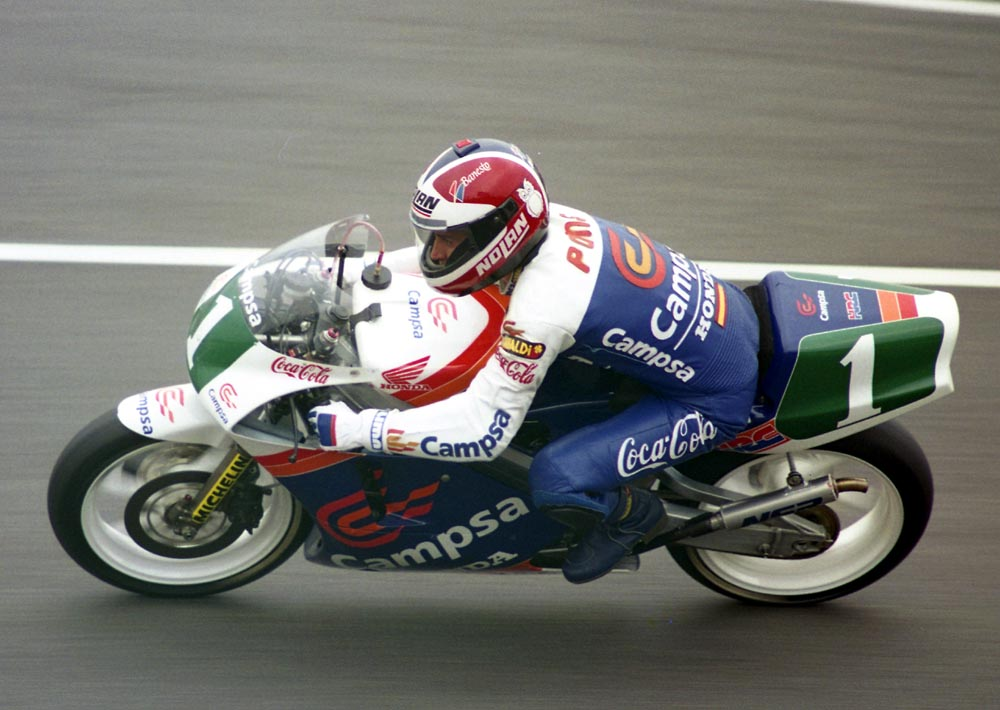
Pons auf Honda beim Großen Preis von Japan 1989

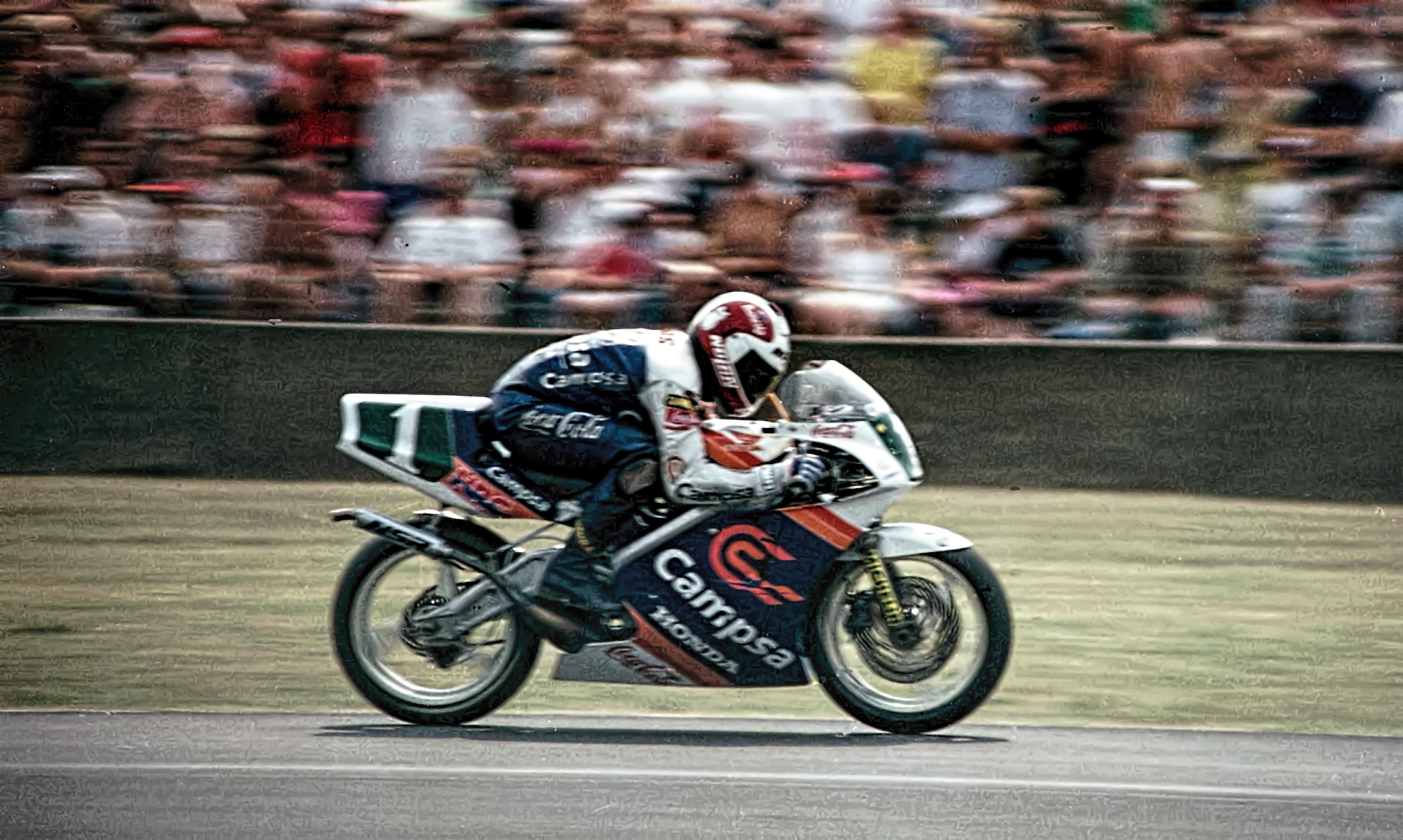
Pons beim Großen Preis von Großbritannien 1989

Alfonso Pons i Ezquerra, bekannt als Sito Pons, (* 9. November 1959 in Barcelona) ist ein ehemaliger spanischer Motorradrennfahrer.
Er bestritt zwischen 1981 und 1991 insgesamt 121 Rennen in der Motorrad-Weltmeisterschaft, gewann 1988 und 1989 den Titel in der 250-cm³-Klasse und war nach seiner aktiven Karriere als Teambesitzer erfolgreich.

## Karriere

### Als Fahrer
Einen ersten Erfolg feierte Pons 1986 mit dem Gewinn der spanischen 250-cm³-Meisterschaft. Nur zwei Jahre später, 1988, holte er als erster spanischer Fahrer den WM-Titel in der Viertelliterklasse. Nach einer erfolgreichen Titelverteidigung 1989 wechselte Pons in die 500-cm³-Klasse, wo er 1990 bis zu seiner Verletzung beim jugoslawischen Grand Prix auf dem vierten WM-Rang lag. In der Königsklasse konnte er jedoch nicht wieder an seine Erfolge in der kleineren Klasse anknüpfen und beendete 1992 seine aktive Karriere.

### Als Teamchef
Sito Pons wechselte hinter die Boxenmauer als Chef seines eigenen Rennteams, Pons Racing. Er verpflichtete den früheren 125-cm³-Weltmeister Àlex Crivillé als Fahrer, der 1992 bei der Dutch TT in Assen das erste Rennen in der Königsklasse für das Team gewinnen konnte. Weitere Siege gelangen in den folgenden Jahren mit Alberto Puig, Carlos Checa, Alex Barros und Loris Capirossi.
2001 war das Team von Sito Pons mit Capirossi und Barros auf den WM-Plätzen drei und vier das erfolgreichste der Saison. 2002 zeigte Barros nach dem Wechsel von den 500-cm³-Zweitaktern auf die MotoGP-Viertakter während der laufenden Saison eine deutliche Leistungssteigerung und belegte nach zwei Siegen und zwei weiteren Podiumsplatzierungen bei den letzten vier Saisonrennen noch den vierten WM-Rang.
2003 wurde das Team von Sito Pons wegen eines neuen Hauptsponsors in Camel Pramac Pons Team umbenannt. Als Fahrer wurden Max Biaggi und Tōru Ukawa verpflichtet. Biaggi holte 2003 mit zwei Siegen und 2004 mit einem Sieg jeweils den dritten WM-Platz. Ende 2005, ein Jahr nachdem Biaggi das Team Richtung Honda Racing Corporation verlassen hatte und durch Alex Barros ersetzt worden war, der 2005 ebenfalls ein Rennen gewinnen konnte, allerdings nur WM-Achter wurde., stieg man aus der MotoGP aus, da mit LCR nun ein weiteres Honda-Satellitenteam dazugekommen war. Insgesamt hatte mit in der Königsklasse 13 Rennen gewinnen können.
Dafür fokussierte sich Pons sich 2008 und 2009 auf die 125-cm³-Klasse, in der die Fahrer Simone Corsi und Nicolás Terol insgesamt sechs Siege einfahren konnten, sowie ab 2009 auf die 250-cm³-Klasse, aus der 2010 die Moto2 wurde. Unter anderem konnte das Team 2013 mit Pol Espargaró die Fahrer-Weltmeisterschaft gewinnen sowie 2019 die Team-WM. Insgesamt gelang Pons’ Team in der mittleren Klasse bisher 31 Rennsiege.
2020 tritt das Moto2-Team unter dem Namen Flexbox HP 40 mit den Fahrer Lorenzo Baldassarri und Héctor Garzó an.

## Statistik

### Erfolge
- 1986 – Spanischer 250-cm³-Meister
- 15 Grand-Prix-Siege

### In der Motorrad-Weltmeisterschaft
| Grand-Prix-Siege: 15 |             |
| Podiumsplätze: 41    |             |
| Starts:              | 250 cm³: 87 |
| Starts:              | 500 cm³: 34 |

Platzierungen
| Jahr | Platz | Klasse  | Team   |
| ---- | ----- | ------- | ------ |
| 1984 | 4.    | 250 cm³ | Cobas  |
| 1985 | 12.   | 500 cm³ | Suzuki |
| 1986 | 2.    | 250 cm³ | Honda  |
| 1987 | 2.    | 250 cm³ | Honda  |

| Jahr | Platz | Klasse  | Team  |
| ---- | ----- | ------- | ----- |
| 1988 | 1.    | 250 cm³ | Honda |
| 1989 | 1.    | 250 cm³ | Honda |
| 1990 | 10.   | 500 cm³ | Honda |
| 1991 | 14.   | 500 cm³ | Honda |